# Bürgeropfer
Unter dem Begriff des Bürgeropfers wird in der rechtsphilosophischen Diskussion ein Opfer des eigenen Lebens durch einen Bürger verstanden, das der Staat im Ernstfall von diesem fordern können soll.

## Begründung
Die Annahme einer Pflicht zum Bürgeropfer fußt auf der sog. konservativen Staatslehre. Diese steht mit einer organisch-historischen Rechtfertigung des Staates neben der sog. Lehre vom Staatsvertrag, zuerst von Hobbes im Leviathan (1651) repräsentiert, die eine rational-mechanische Rechtfertigung vertritt. Sie geht damit von der „alternativlosen staatlichen Existenzweise des Menschen“ aus und begreift den Staat als „jeder individuellen Handlungsmacht vorausliegende Entität“.
Die Gehorsamspflicht des Bürgers wird damit „an den Tatbestand faktischer und bestätigter Zugehörigkeit zur politischen Gemeinschaft geknüpft.“ Sie lässt sich auf dieser Grundlage – durch einen impliziten Vertragsschluss legitimiert – bis zu einer Pflicht zum Bürgeropfer denken, wenn eine existentielle Bedrohung für den Staat anders nicht abwendbar ist.

## Geschichte
Dieses Staatsverständnis findet sich im Grundsatz schon bei Platon, der Sokrates sagen lässt: „Wer von euch aber [in der Stadt] geblieben ist, nachdem er gesehen, wie wir die Rechtssachen schlichten und sonst die Stadt verwalten, von dem behaupten wir dann, dass er uns durch die Tat angelobt habe, was wir nur immer befehlen werden, wolle er tun“.
Die Vorstellung einer Pflicht zum Opfer für das Gemeinwohl geht bis auf Aristoteles zurück, der den Bürger der Polis dieser in gleichem Maße verpflichtet sah, wie er nur als ihr Teil existiere; wenn die Existenz der Polis auf dem Spiel stehe, müsse er seine Existenz für die Polis aufs Spiel setzen.
In der frühen Neuzeit wurde das Konzept zunächst von Hobbes aufgegriffen, der es durch den „Zusammenhang von Schutz und Gehorsam“ begründet. Auf diesen Zusammenhang bezieht sich auch Rousseau, wenn er schreibt: „Wer sein Leben auf Kosten anderer erhalten will, muss es sobald es nötig ist, auch für sie hingeben. Der Staatsbürger ist deshalb auch nicht länger Richter über die Gefahr, der er sich auf Verlangen des Gesetzes aussetzen soll; und wenn der Fürst ihm gesagt hat: »Dein Tod ist für den Staat erforderlich«, so muss er sterben, da er nur auf diese Bedingung bisher in Sicherheit gelebt hat, und sein Leben nicht mehr ausschließlich eine Wohltat der Natur, sondern ein ihm bedingungsweise bewilligtes Geschenk des Staates ist.“
Kant schließlich verbindet die Rechtfertigung des Opfers des Lebens im Krieg – Paradigma für ein Bürgeropfer – mit der Stellung des Menschen als Zweck, nicht als Mittel: Der Bürger, dem in einem Krieg, dem er nicht (durch seine Repräsentanten) selbst und in freier Entscheidung zugestimmt habe, werde nicht als Zweck anerkannt, sondern nur als Mittel benutzt. Damit wird umgekehrt aber der Bürger, dem ein Opfer abverlangt wird, dann nicht als bloßes Mittel gebraucht, sondern als Zweck gesehen und geachtet, wenn dies unter einem Gesetz geschieht, dem er zugestimmt hat oder zugestimmt hätte.
Auch Hegel bejaht das Bürgeropfer: „[...] denn es liegt nicht in der Willkür der Individuen, sich vom Staate zu trennen, da man schon Bürger desselben nach der Naturseite hin ist.“
Carl Schmitt war ein letzter großer Staatsdenker, der das Bürgeropfer für fraglos zulässig hielt: „Die politische Einheit muss gegebenenfalls das Opfer des Lebens verlangen.“
In der Gegenwart argumentierte der Staatsrechtler Otto Depenheuer explizit für das Bürgeropfer. Für Depenheuer ist der Staat unverfügbarer, existentiell notwendiger Solidarverband. In Zeiten der Gefahr erfülle der Bürger seinen Lebenssinn dadurch, dass er sich für diesen Staat opfert. Im Grenzfall dürften die staatlichen Organe das Bürgeropfer als Loyalitätserwartung einfordern.

## Diskussion: Luftsicherheitsgesetz
Zuletzt wurde die Idee des Bürgeropfers 2005/06 im Rahmen der staatsrechtlichen und -philosophischen Diskussion um das Luftsicherheitsgesetz (LuftSiG) aufgegriffen. Die Staatsrechtsprofessoren Otto Depenheuer und Matthias Herdegen unterstützten die These. Die Entführung eines Flugzeugs durch Terroristen, die dieses etwa in ein Hochhaus steuern wollten, sei eine „Situation elementarer Bedrohung des Gemeinwesens“, in der das Bürgeropfer als Loyalitätserwartung verlangt werden dürfe. Der in § 14 Abs. 3 LuftSiG als letztes Mittel vorgesehene Abschuss sei für Depenheuer in diesem Fall keine Missachtung von Würde und Persönlichkeit der Passagiere, sondern löse „eine tragische Konfliktlage: Verteidigung oder Selbstaufgabe des Gemeinwesens.“ Vielmehr werde den Passagieren in einer entführten Maschine in ihrer aussichtslosen Lage gerade durch ein Verbot des Abschusses „die letzte ihnen verbliebene Würde, sich für die Gemeinschaft in einer Situation äußerster und auswegloser Gefährdungslage aufzuopfern“ genommen. Zur Unterstützung verweist Depenheuer auf die Entscheidung des Bundesverfassungsgerichts zur Entführung von Hanns Martin Schleyer, in der es heißt: „Das Grundgesetz begründet eine Schutzpflicht nicht nur gegenüber dem Einzelnen, sondern auch gegenüber der Gesamtheit aller Bürger.“
Die ausgeführte Rechtfertigung des Luftsicherheitsgesetzes über den Gedanken einer Pflicht zum Bürgeropfer steht gleichwohl diametral der aktuellen Position des Verfassungsgerichts entgegen. Dem Gericht zufolge würden die (unschuldigen) Opfer eines Abschusses „dadurch, dass ihre Tötung als Mittel zur Rettung anderer benutzt wird, verdinglicht und zugleich entrechtlicht; indem über ihr Leben von Staats wegen einseitig verfügt wird, wird den als Opfern selbst schutzbedürftigen Flugzeuginsassen der Wert abgesprochen, der dem Menschen um seiner selbst willen zukommt.“ Es sei daher „unter der Geltung des Art. 1 Abs. 1 GG schlechterdings unvorstellbar, auf der Grundlage einer gesetzlichen Ermächtigung unschuldige Menschen, die sich wie die Besatzung und die Passagiere eines entführten Luftfahrzeugs in einer für sie hoffnungslosen Lage befinden, [...] vorsätzlich zu töten.“ Das Gericht rekurriert damit auf die Objektformel, nach der Art. 1 Abs. 1 GG jeden Menschen davor schütze, einer Behandlung ausgesetzt zu sein, die seine Subjektsqualität grundsätzlich in Frage stellt und ihn zum bloßen Objekt staatlichen Handelns macht.
Die Formel versage laut Depenheuer in dieser Konstellation jedoch a priori, nach Schlink wird sie allenfalls zur Hälfte der Lehre Kants gerecht, auf dessen Instrumentalisierungsverbot sie zurückgeführt wird.
Zur Theorie eines Bürgeropfers führte das BVerfG ferner aus: „Der Gedanke, der Einzelne sei im Interesse des Staatsganzen notfalls verpflichtet, sein Leben aufzuopfern, wenn es nur auf diese Weise möglich ist, das rechtlich verfasste Gemeinwesen vor Angriffen zu bewahren, die auf dessen Zusammenbruch und Zerstörung abzielen [...], führt ebenfalls zu keinem anderen Ergebnis. [...] Denn im Anwendungsbereich des § 14 Abs. 3 LuftSiG geht es nicht um die Abwehr von Angriffen, die auf die Beseitigung des Gemeinwesens und die Vernichtung der staatlichen Rechts- und Freiheitsordnung gerichtet sind. [...] Für die Annahme einer Einstandspflicht im dargelegten Sinne ist unter diesen Umständen kein Raum.“ Inwiefern in anderen Fällen eine Pflicht zum Bürgeropfer bestehen kann, lässt das Gericht allerdings ausdrücklich offen: „Dabei braucht der Senat nicht zu entscheiden, ob und gegebenenfalls unter welchen Umständen dem Grundgesetz über die mit der Notstandsverfassung geschaffenen Schutzmechanismen hinaus eine solche solidarische Einstandspflicht [sc. die Pflicht zum Bürgeropfer] entnommen werden kann.“